# صبحي غوشة
صبحي سعد الدين غوشة (31 مارس 1929 - 30 أبريل 2019): هو مفكر وأديب، وسياسي قومي فلسطيني. وُلد في حي الشيخ جراح بالقدس عام 1929، ثم حصل على البكالوريوس في الطب من الجامعة الأمريكية ببيروت عام 1953. كان من مؤسسي حركة القوميين العرب مع جورج حبش، وهاني الهندي، وغيرهم. ثم أنشأ في عام 1967 جبهة النضال الشعبي الفلسطيني. وشغل عضو لجنتها المركزية منذ ذلك الحين، وحتى وفاته. أسس كذلك جمعية المقاصد الخيرية في القدس عام 1954، ومنها أنشأ مستشفى المقاصد بالقدس عام 1968. كما عمل عضوًا في بلدية، وأمانة القدس، قبل نكسة عام 1967. أسس اتحاد الصيادلة والأطباء الفلسطينيين عام 1974، واستقرّ أخيرًا في عمّان منذ عام 1991، حتى وفاته في 30 أبريل 2019.

## أعماله الأدبية
ألف عدة كتب تؤرخ للفترة التي عاصرها، وخاصة القدس. ومن أهم كتبه كتاب "القدس.. الحياة الاجتماعية في القرن العشرين"، والذي حاز على جائزة أفضل كتاب عن الوضع الاجتماعي والسكاني في القدس ضمن برنامج مسابقات القدس الثقافية، التابع لوزارة الثقافة الأردنية.